# Schweriner Schlossgarten

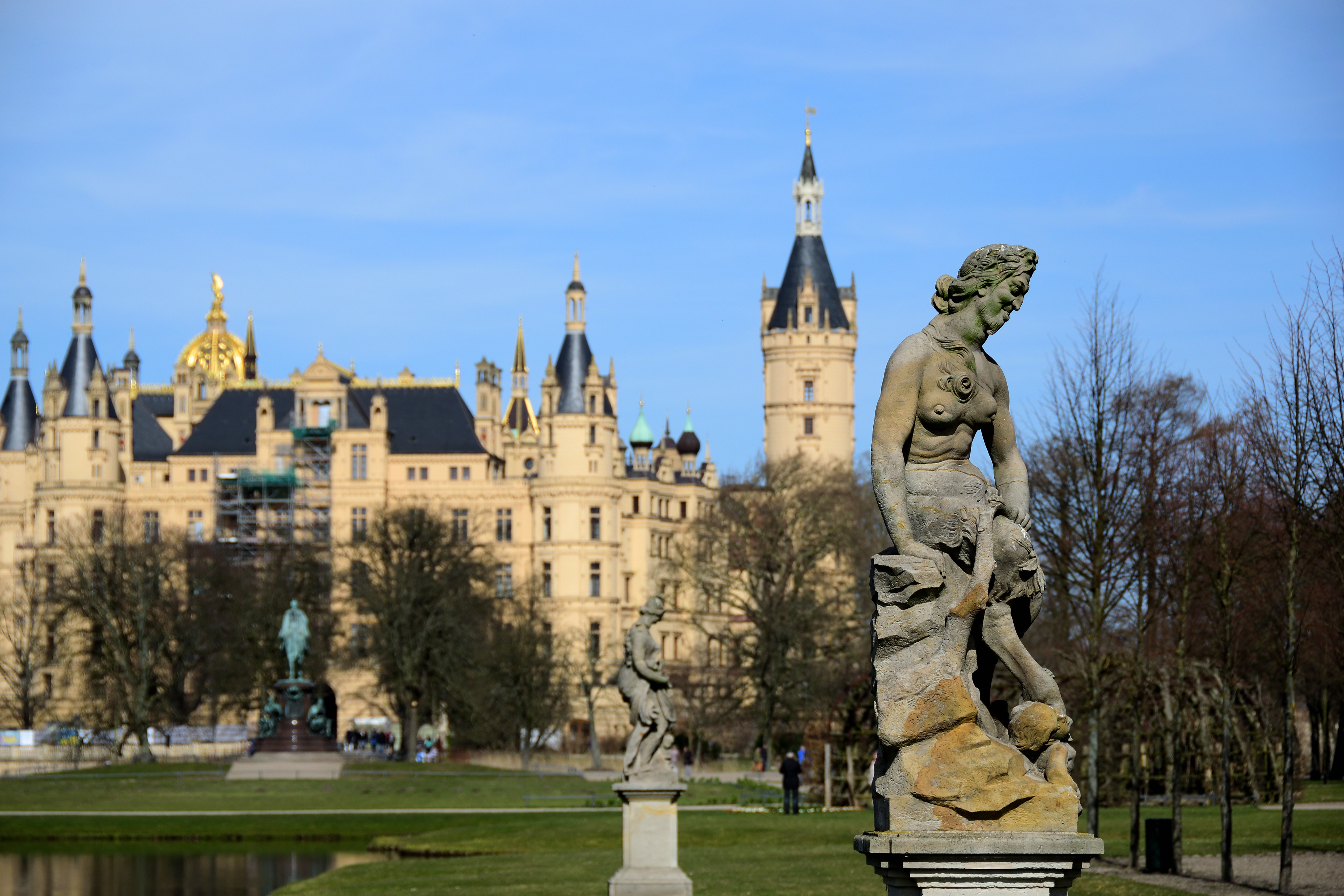
Permoserfigur im Schweriner Schlossgarten

Der Schweriner Schlossgarten ist eine der bedeutendsten barocken Gartenanlagen in Norddeutschland und hat eine Größe von 33 Hektar. Er wurde in seiner jetzigen Gestalt ab 1748 nach Plänen von Jean Laurent Legeay angelegt, dann aber im 19. und 20. Jahrhundert mehrfach tiefgreifend umgestaltet und zu einer mehrteiligen Parkanlage erweitert. Mit dem das Schloss spiegelnden Kreuzkanal, den Alleen, den Bosketten, der malerischen großen Grotte, den Pavillons und Wasserspielen, den Laubengängen, dem Hippodrom und der Rasenkaskade bietet er mit den Barockskulpturen von Balthasar Permoser das Erlebnis einer ganz besonderen Verbindung aus Architektur, Natur und Kunst.

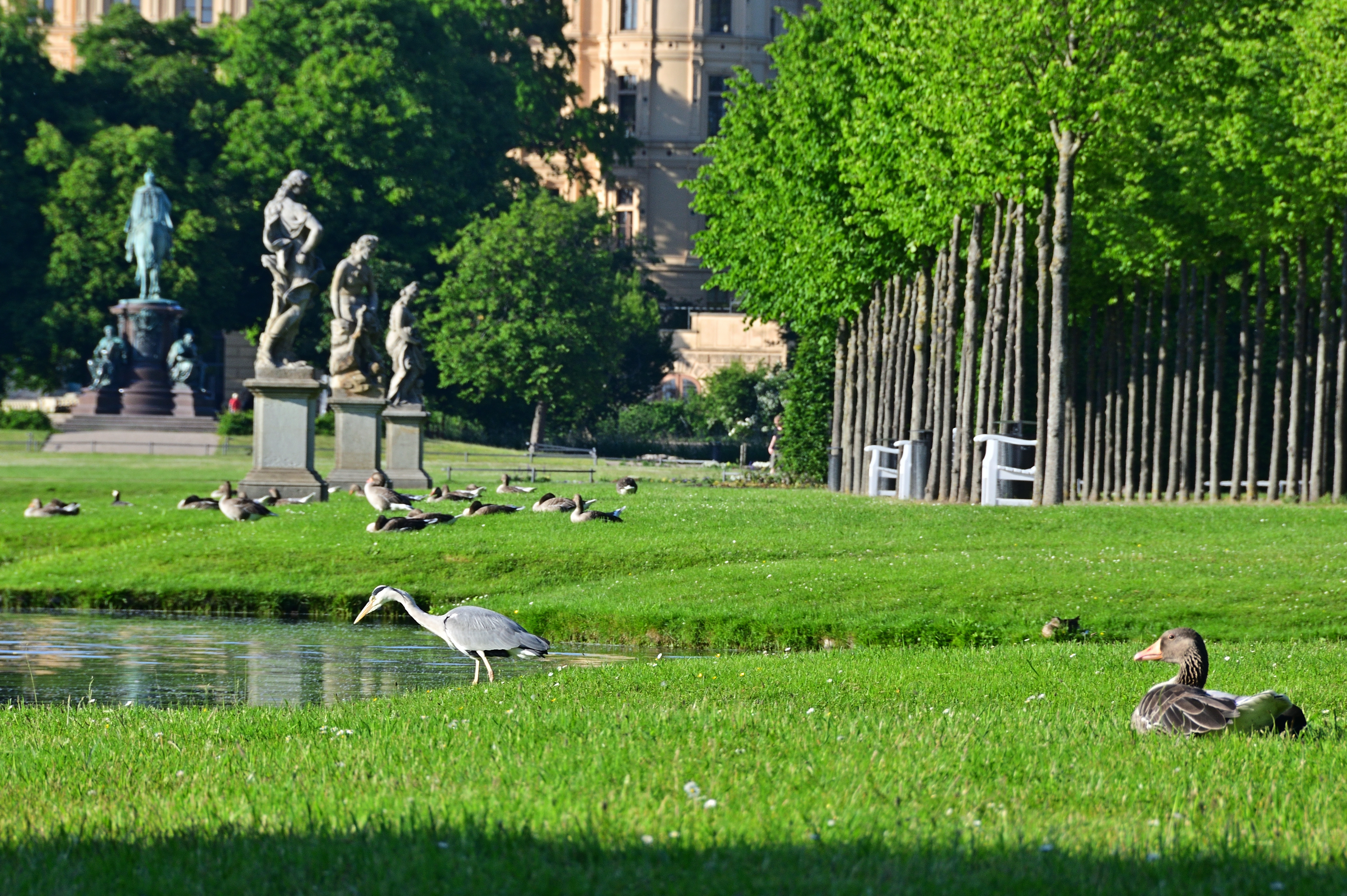
Gäste im Schlosspark Schwerin

## Geschichte

### Küchengärten im 16. Jahrhundert
In der Hauptresidenz der Mecklenburger Herzöge gab es bereits während der Regierungszeit des Renaissancefürsten Johann Albrecht I. Gärten in der Nähe des Ostorfer Berges. Die sogenannten Küchengärten wurden in der Zeit von 1547 bis 1576 angelegt. In dieser Zeit entstand auf der Burginsel auch der Bau des Neuen langen Hauses – ein bis heute erhaltener Teil des Schweriner Schlosses. Die Gartenanlage wurde im Jahre 1621 erstmals urkundlich erwähnt. Seit dem 17. Jahrhundert waren die Hofgärtner bemüht, die Fläche des heutigen Schlossgartens trocken zu legen, um sie besser nutzbar zu machen. Mit Kanälen wurde versucht, das sumpfige Gelände zu entwässern. Einen ersten prachtvollen Lustgarten nach französischem Vorbild schufen ab 1672 die Gartenarchitekten Vandenille und Lacroix auf Initiative von Isabella Angelica de Montmorency (1627–1695), der Gemahlin von Herzog Christian Louis I. (1623–1692). Doch die Feuchtigkeit des Bodens und die mangelnde Pflege ließen die Pflanzen verkümmern und hölzerne Bauwerke verrotten. Um 1708, zur Zeit des Herzogs Friedrich Wilhelm, umgrenzte der Ingenieurkapitän von Hammerstein den rechteckigen Garten mit Kanälen. Während das Entwässerungssystem im Wesentlichen erhalten blieb, überlebte der damalige Lustgarten nur eine kurze Zeit.

### Entwurf des Barockgartens durch Legeay

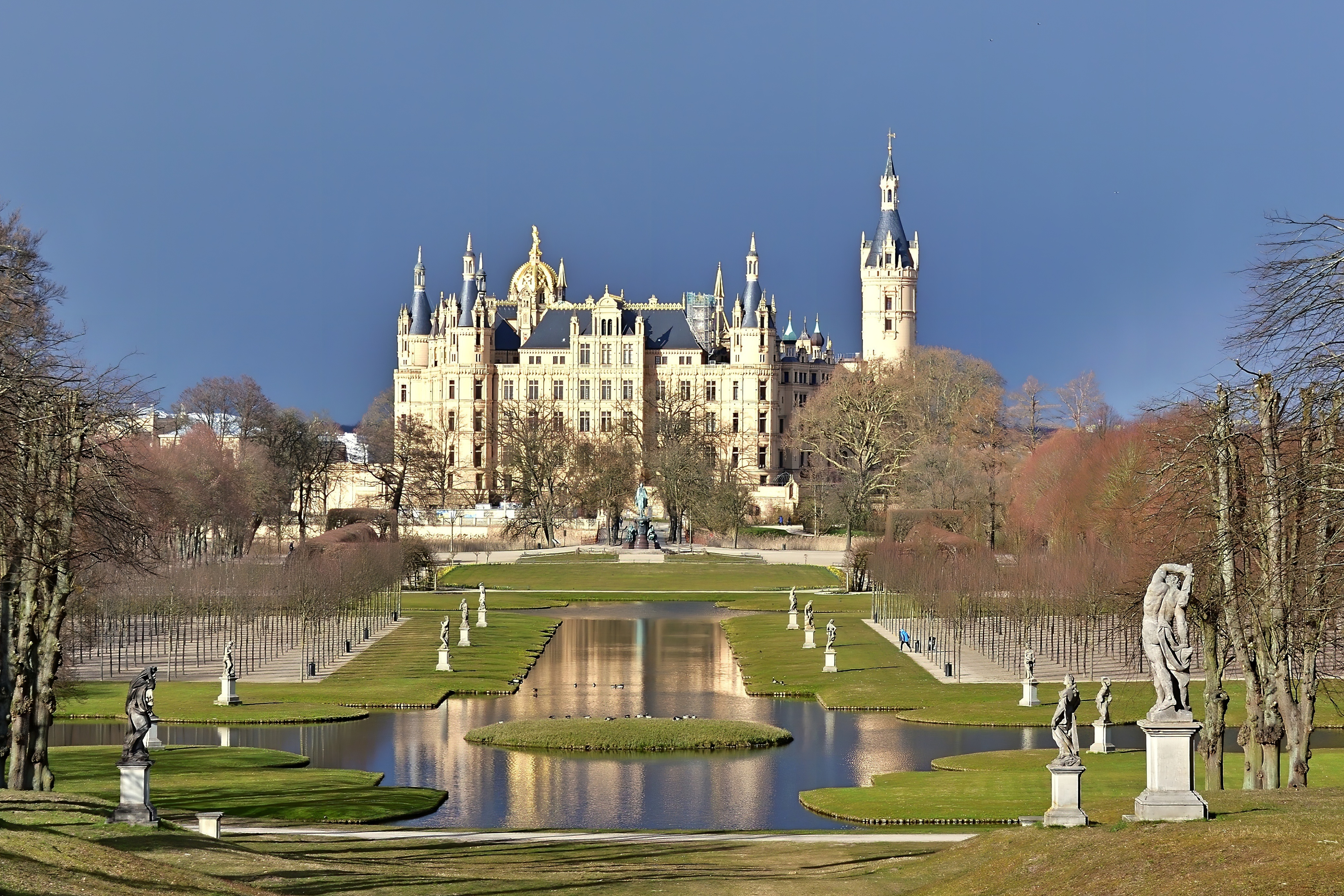
Blick in den Schlossgarten mit Kreuzkanal

Erst mit dem Regierungsantritt Herzog Christian Ludwig II. entstand der bis heute erhaltene Schlossgarten. 1748 verpflichtete Christian Ludwig II. den französischen Hofbaudirektor Jean Laurent Legeay und beauftragte ihn mit der Erneuerung des teilweise brach liegenden Schlossparks. Durch Legeay erhielt der Garten seine typische Prägung. Mit der Anlage des Kreuzkanals in zentraler Sichtachse, den Alleen und Bosketten folgte er dem Vorbild des Parks von Versailles. Der vom Schloss bis zum Hang des Ostorfer Berges zielende Kreuzkanal bildete dabei das Kernstück des Gartens. Es entstand das Rasenparterre mit den beiden seitlichen Laubengängen. 1893 wurde hier das monumentale Reiterbildnis Großherzogs Friedrich Franz II. von Ludwig Brunow aufgestellt.

### Erweiterung des Schlossgartens durch Lenné
Die Großherzöge Paul Friedrich und Friedrich Franz II. beauftragten den preußischen Gartenkünstler Peter Joseph Lenné mit einer Neuplanung des Schweriner Schlossgartens. Zwischen 1840 und 1852 wurden die Veränderungen nach Lennés Plänen unter der Leitung von Hofgärtner Theodor Klett realisiert. Seine Pläne beinhalteten den Erhalt des bestehenden Barockgartens. Gleichzeitig wurden gravierende Erweiterungen geplant. Hierzu gehörte der neue Burggarten, die verschiedenen Nutzgärten mit Warm- und Kalthäusern, die Kaskaden und das Hippodrom. Das nach Süden abfallende Gelände reichte bis an die Ufer des Schweriner Sees, des Ostorfer- und des Faulen Sees.
An den beiden Kanalseiten liegen Boskette, die anlässlich der Bundesgartenschau mit holländischen Linden nachgepflanzt wurden. Im Mittelpunkt der barocken Boskettzone steht seit 1818 der achteckige von Carl Heinrich Wünsch entworfene Schlossgartenpavillon. Der Pavillon wurde als Ausschank erbaut und beherbergt heute noch ein Restaurant.

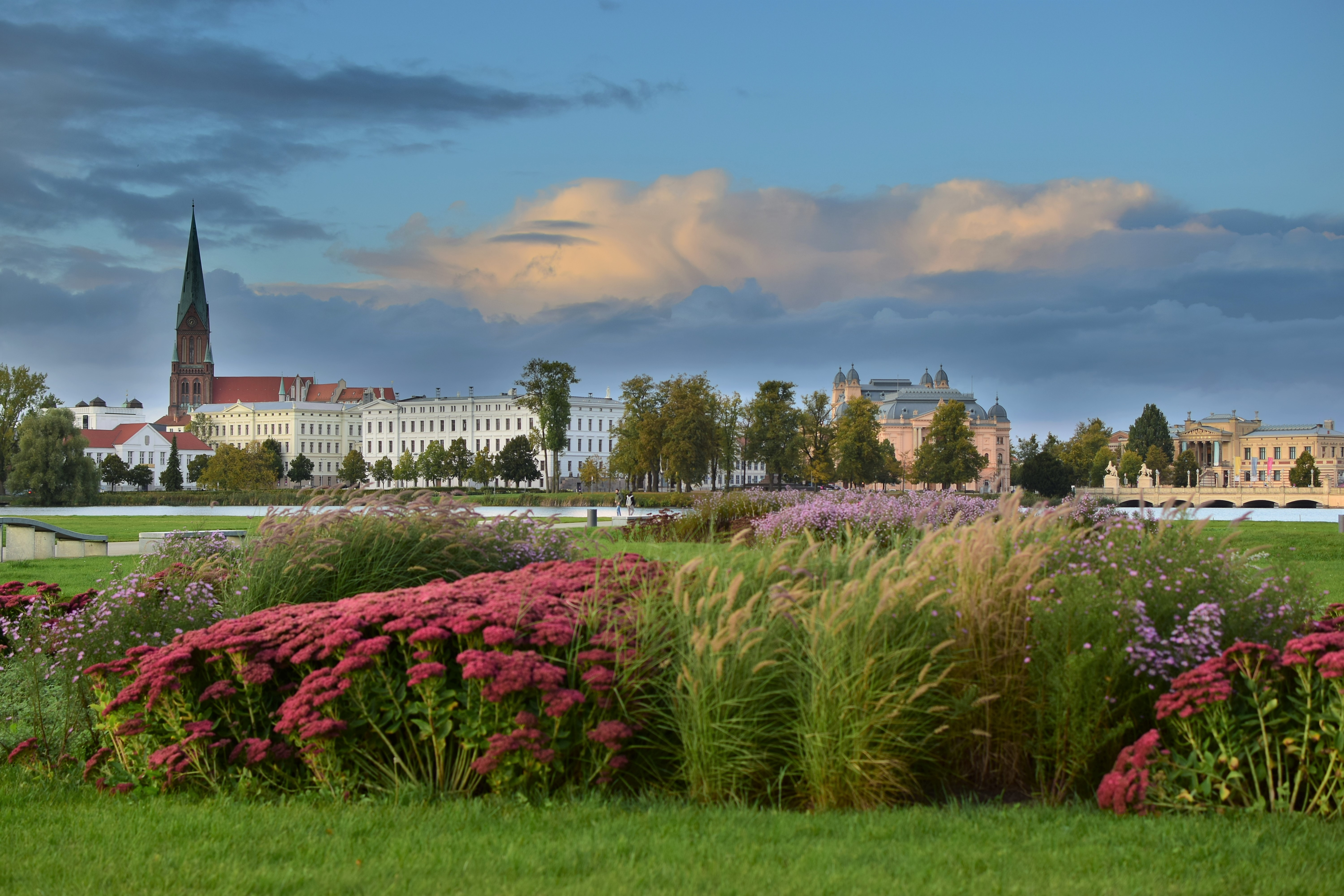
Blick von der Schwimmenden Wiese auf die Stadt

Etwa 150 ha der alten Parkanlage gingen durch Bebauung, die Einrichtung des Zoos und Verwaldung verloren. Ursprünglich gehörte zum Schlossgarten auch das Nordufer des Faulen Sees. 1908 wurde hier eine Villenkolonie aufgebaut. Ein letztes Zeugnis der Vergangenheit sind die Terrassenmauern des ehemaligen Weinberges. Sie sind unterhalb der Sternwarte noch erhalten.
Lange nach Ende der Monarchie, in der zweiten Hälfte des 20. Jahrhunderts, gab es Pläne, den Schlossgarten zum Volkspark umzugestalten. Mehr als die Freilichtbühne ist davon nicht geblieben. Der Schlossgarten wurde 2006 bis 2008 saniert und restauriert. Für seine Pflege ist die Verwaltung der Schlösser und Gärten zuständig. 2009 war der Schlossgarten ein zentraler Teil der Bundesgartenschau und zog mehr als 1,9 Millionen Besucher in seinen Bann. Im Rahmen der Bundesgartenschau entstand auch die Schwimmende Wiese. Sie breitet sich wie ein grüner Teppich an der Ostseite des Burgsees aus. Die schwimmende Wiese wurde zur Bundesgartenschau entworfen und als Garten des 21. Jahrhunderts umgesetzt. Mittlerweile ist sie fester Bestandteil der Gärten und Parks in Schwerin und ein beliebter Treffpunkt.

## Permoser-Figuren
Für den neuen Schlossgarten erwarb Christian Ludwig II. in Hamburg Sandstein-Skulpturen des in Dresden arbeitenden Bildhauers Balthasar Permoser. 1752 wurden diese Sandsteinskulpturen, die antike Gottheiten zeigen, im Schlossgarten aufgestellt. Die barocken Originale sind heute aus konservatorischen Gründen durch Kopien von Werner Hempel aus den 1950er-Jahren ersetzt.

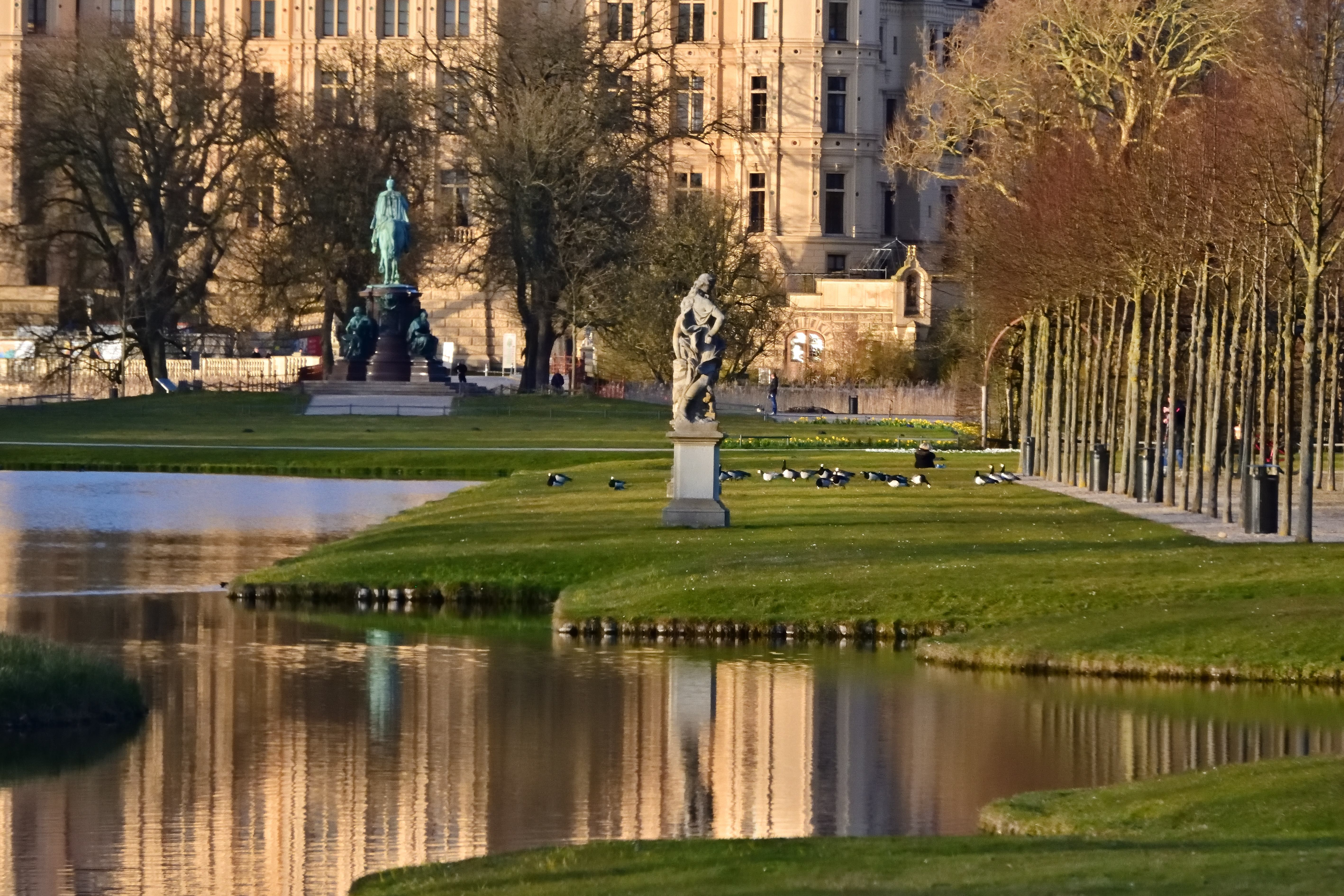
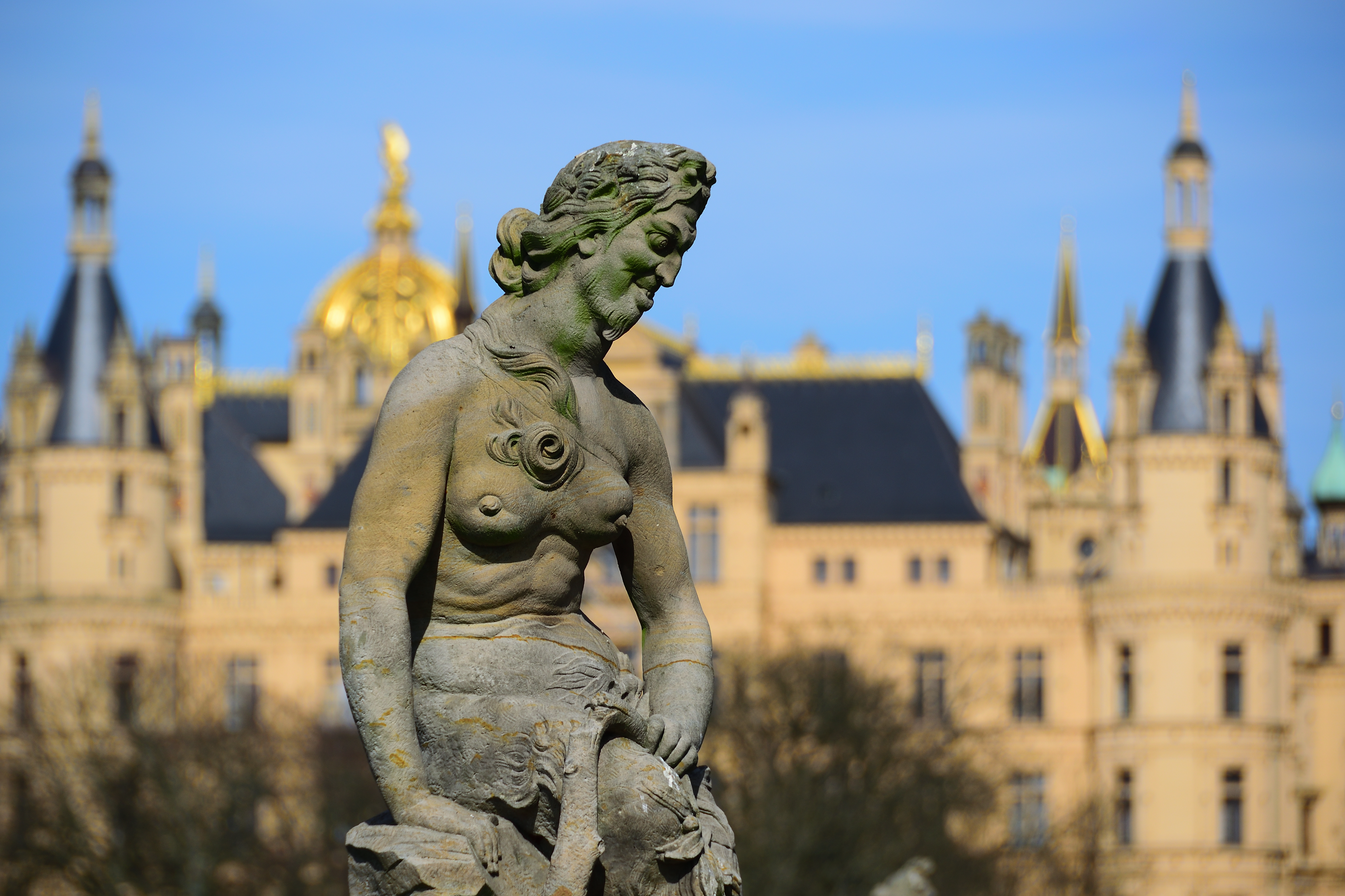
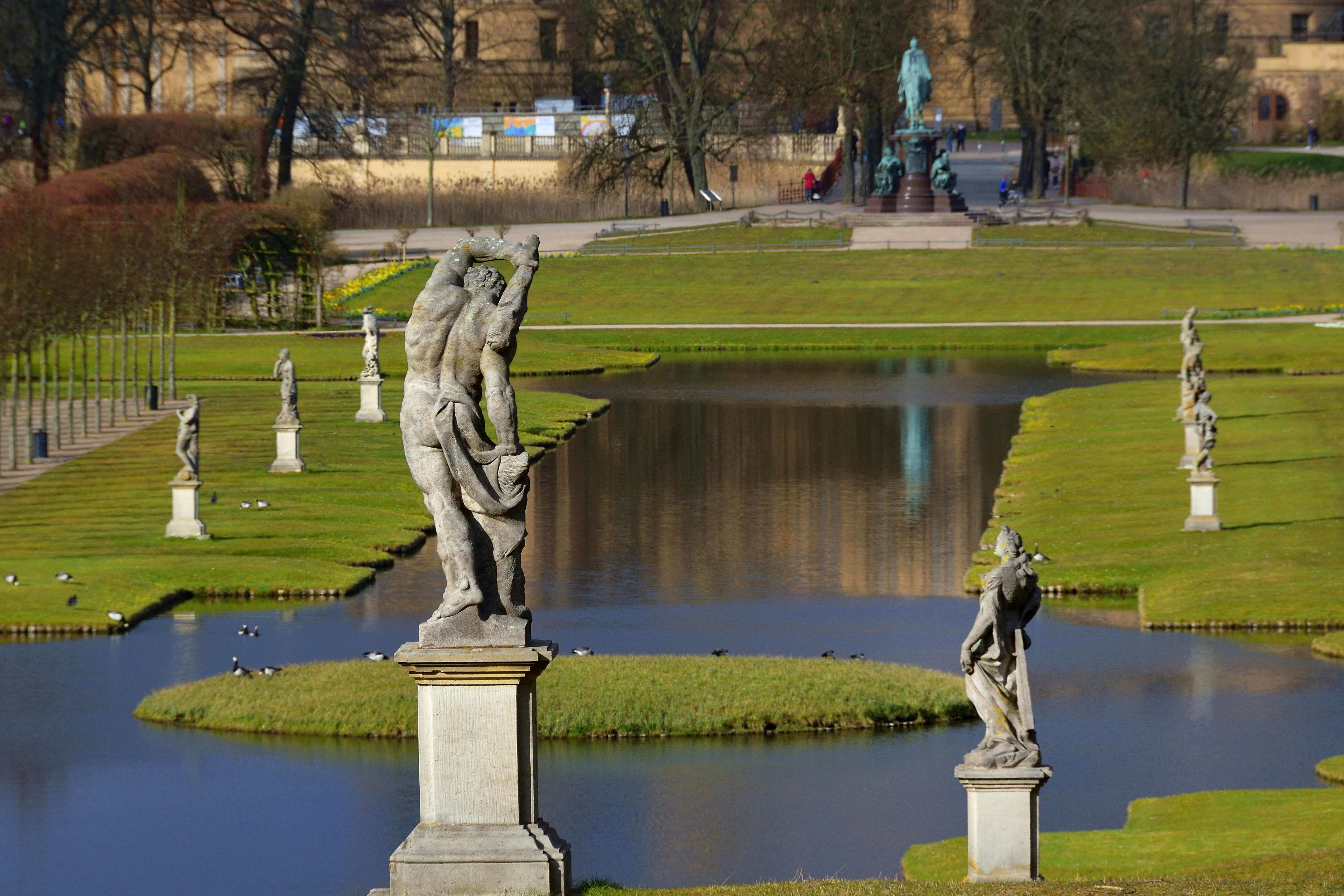
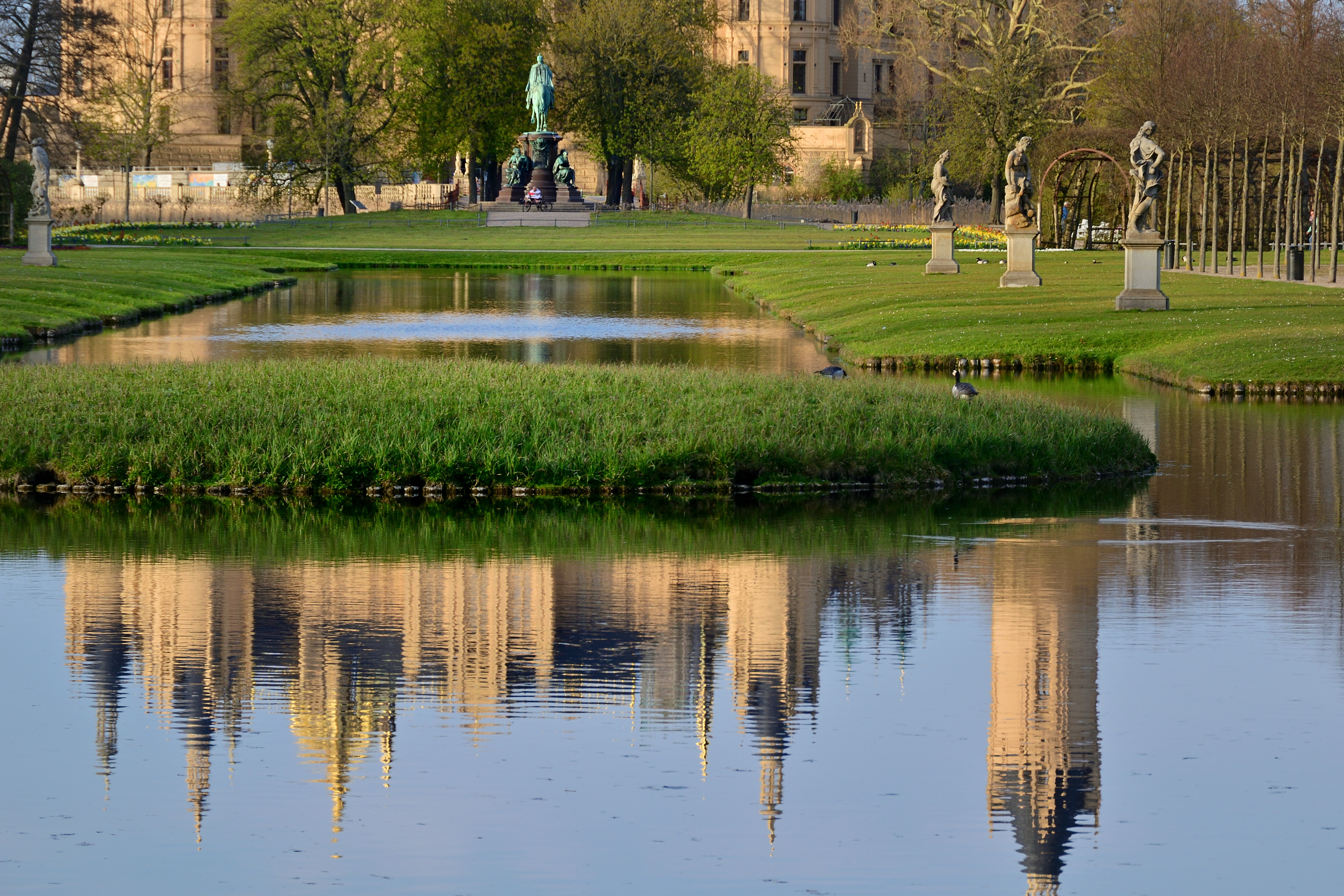

## Burggarten
Die Gestaltung des Burggartens geht auf Entwürfe des Hofgärtnermeisters Theodor Klett (1808–1882) zurück. Klett verarbeitete Anregungen von Gottfried Semper, Georg Adolph Demmler und von Peter Joseph Lenné. Der für die Neugestaltung notwendige Platz war während der Schlossumgestaltung durch den Abbruch, der teilweise bis ans Seeufer reichenden Wirtschaftsgebäude, gewonnen worden. Nachdem bereits der Sempersche Entwurf von 1843 die Anlage seeseitiger Terrassen vorgesehen hatte, wurde diese Idee von Friedrich August Stüler erneut aufgegriffen und nach seinen Vorstellungen verwirklicht. Durch diese Entwürfe entstand ein Kunstwerk aus Treppen, Terrassen, Wasserspielen, Gartensälen, Skulpturen und einer begehbaren Grotte, das an die Tradition römischer Villen- und Terrassengärten der italienischen Renaissance anknüpft. Diese ursprüngliche Gestaltungsidee, einen fließenden Übergang zwischen Schlossgebäude, Gartenlandschaft, dem Schweriner See sowie dessen Umgebung zu schaffen, ist nach einer aufwendigen Rekonstruktion der gesamten Burggartenanlage in den Jahren 2001–2008 wieder erlebbar.

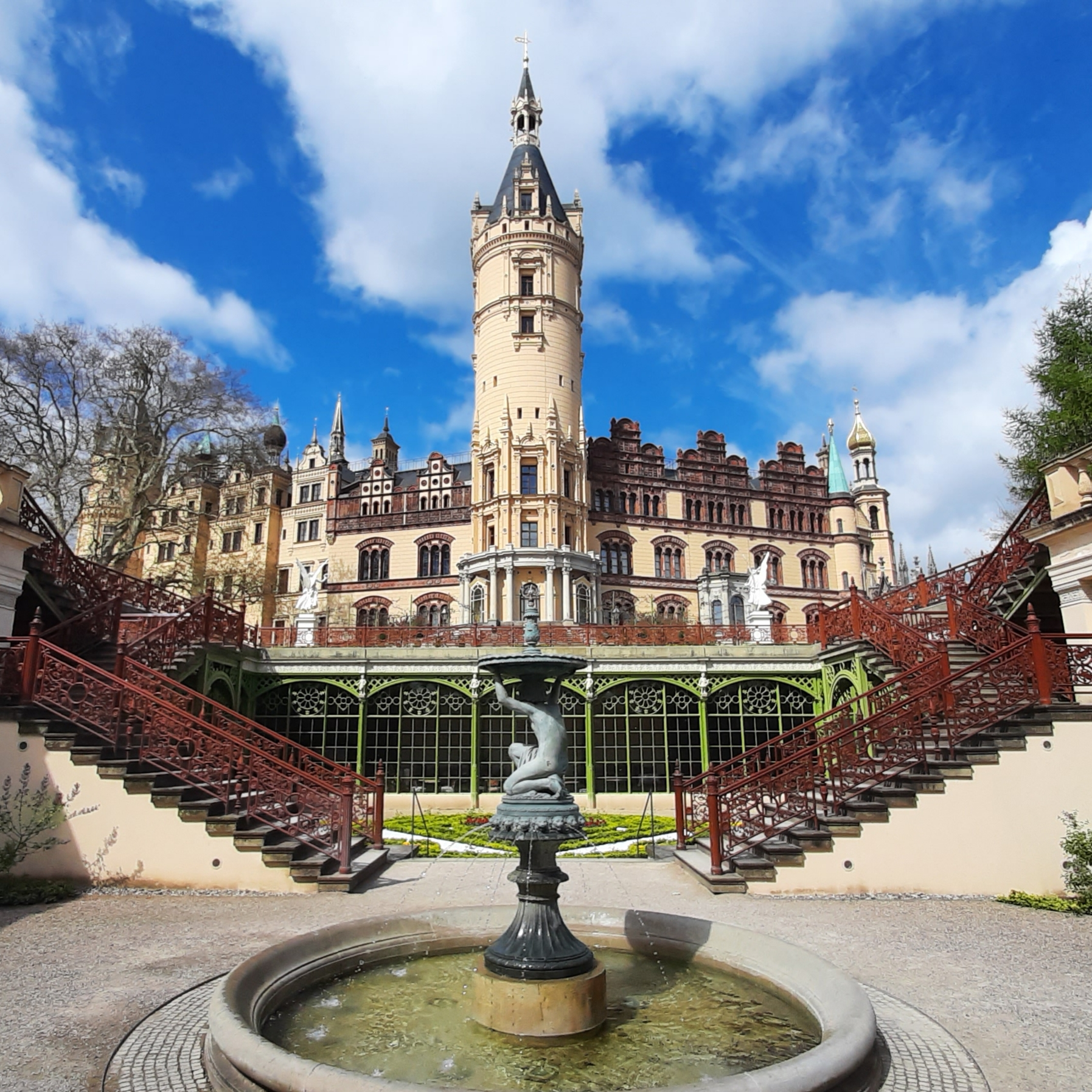
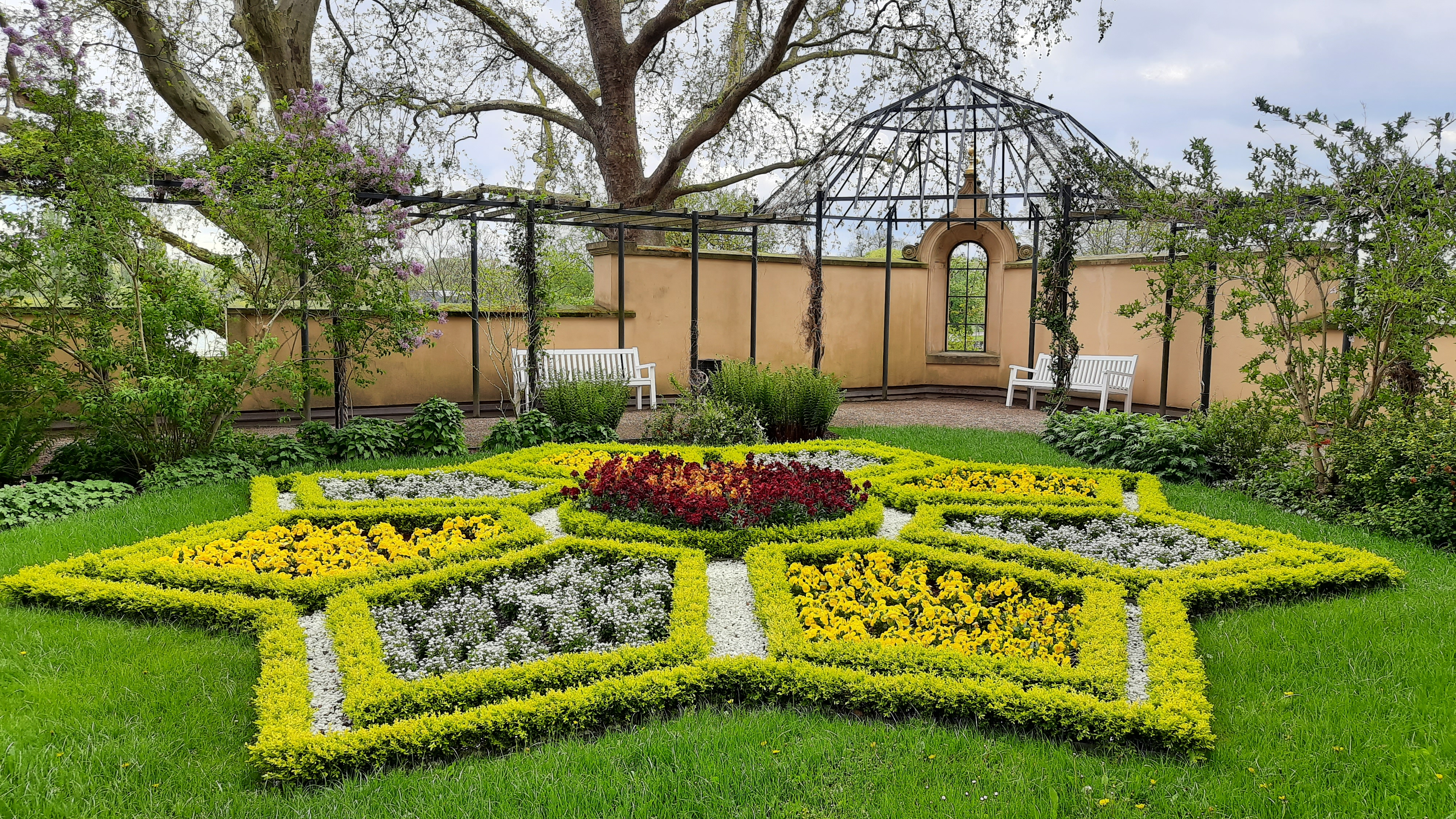
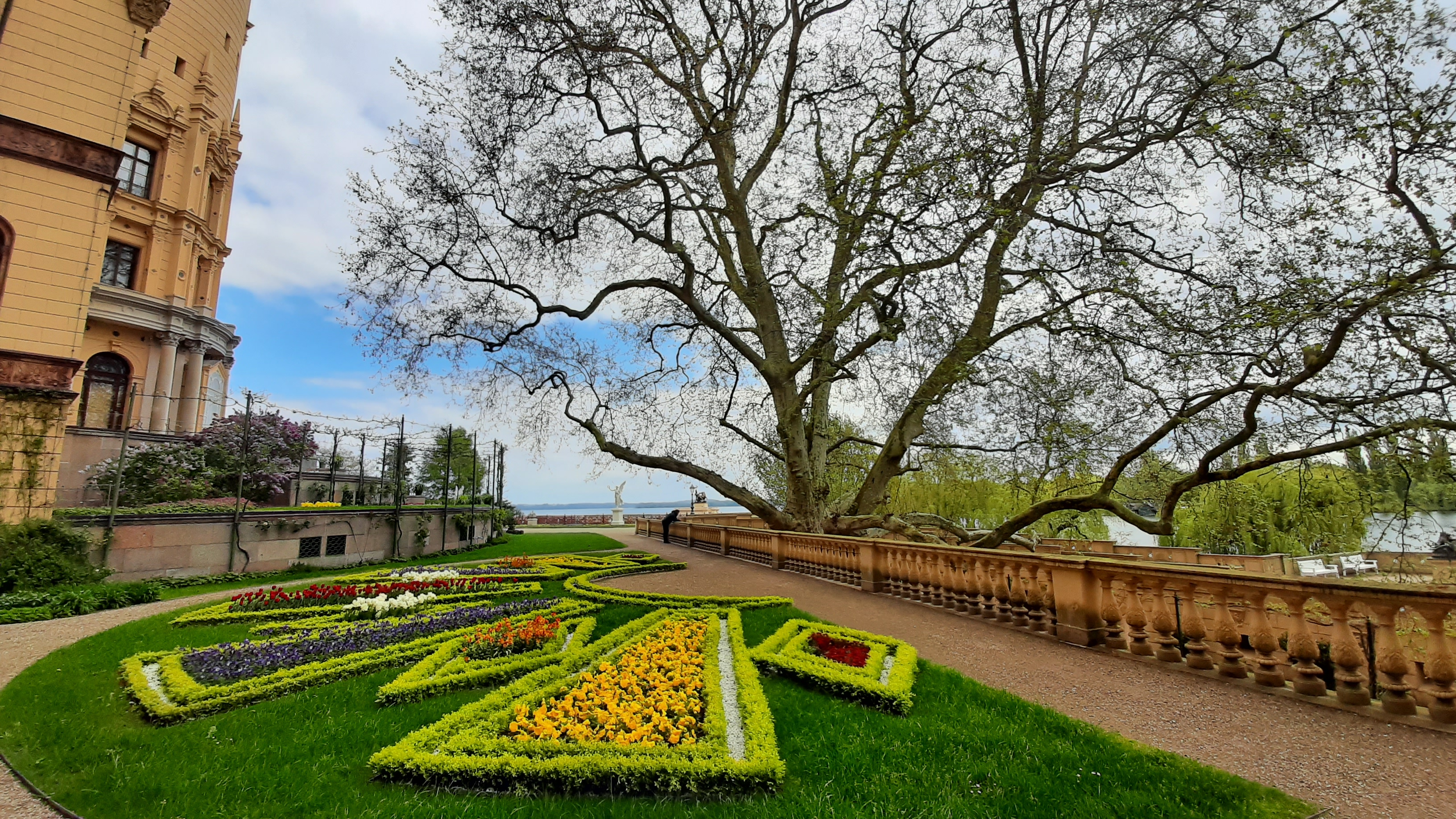

## Greenhouse-Garten

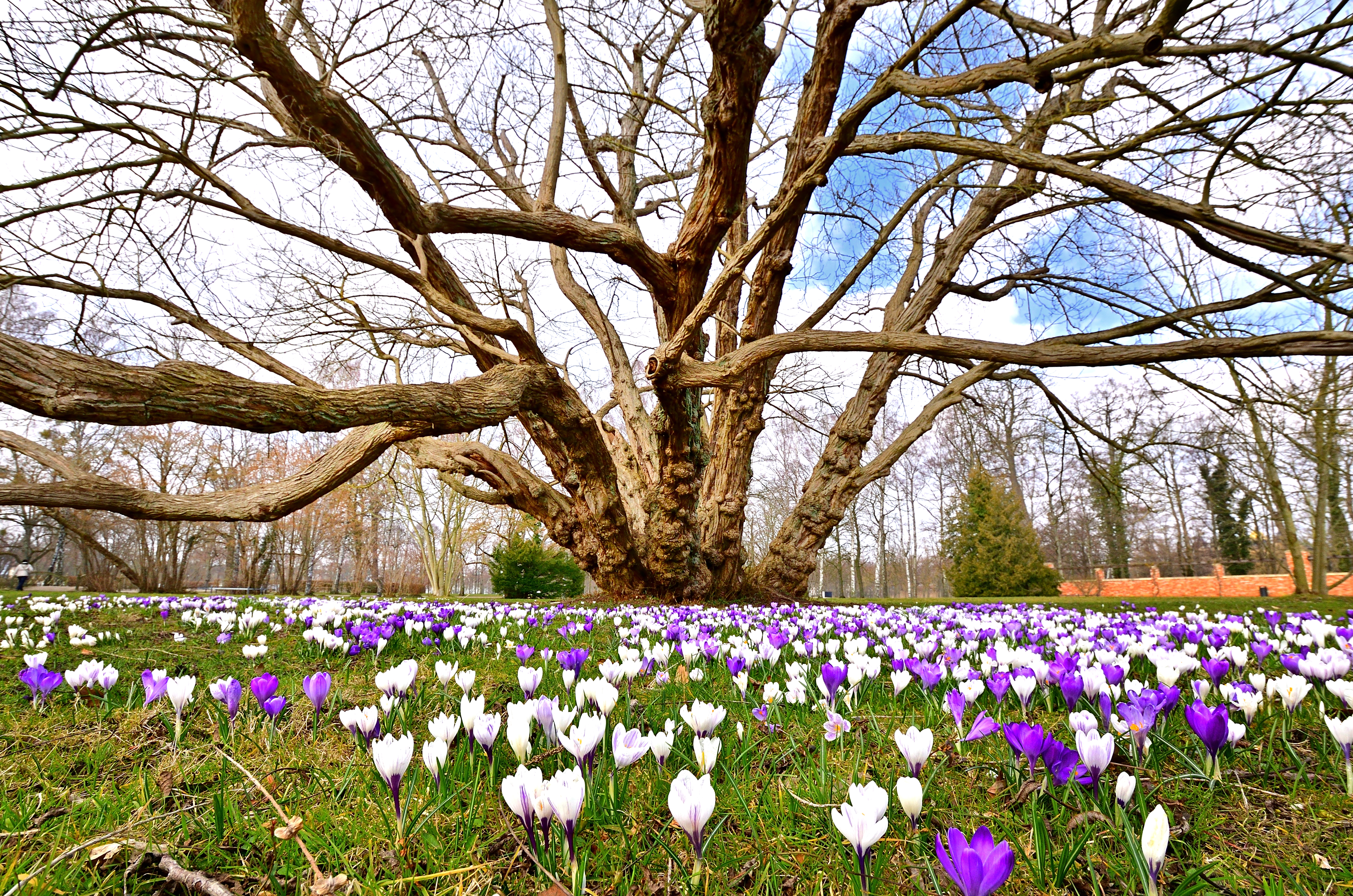
Frühling im Greenhouse-Garten

Innerhalb des Schlossgartens entstand der Greenhouse-Garten. Er diente als großherzoglicher Privatgarten und wurde von Theodor Klett, auch nach Plänen Peter Joseph Lennés, im Stil eines englischen Landschaftsparks gestaltet. Im Greenhouse-Garten steht die 1907 von Hugo Berwald entworfene Skulptur der Großherzogin Alexandrine, der Mutter von Friedrich Franz II. Das Greenhouse war damals die Sommerresidenz Großherzog Paul Friedrichs und besaß gleichzeitig ein großes Gewächshaus. Dem Greenhouse gegenüber wurde das sogenannte Kavaliershaus nach Plänen von Hofbaumeister Georg Adolph Demmler als ein Teil der Sommerresidenz gebaut. Es diente als Unterkunft für Angestellte des Hofes, hohe Beamte und Gäste.

## Hippodrom

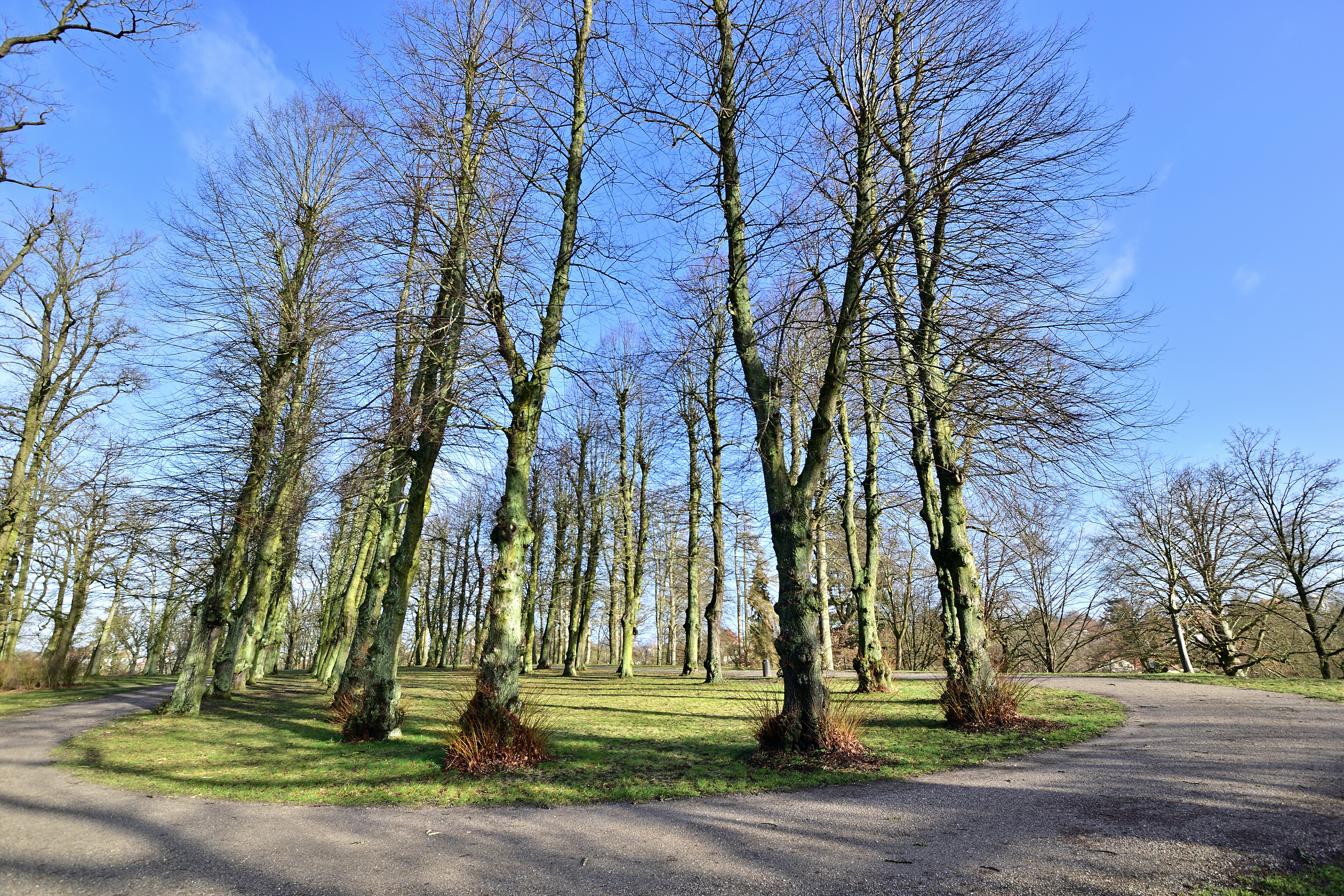
Hippodrom Schweriner Schlossgarten

Am Höhenweg des westlichen Ufers des Faulen Sees befindet sich auf einer leichten Erhebung die ovale von Bäumen gesäumte Fläche des Schweriner Hippodroms. Peter Joseph Lenné schlug in seinem, um 1840 für den Großherzog erstellten Entwurf ein großzügig angelegtes Hippodrom, als Ort für Fest-, Theater- und Turnierveranstaltungen vor. Die Realisierung wurde durch Theodor Klett umgesetzt. Die Ausmaße der ovalen Anlage entsprechen, gemäß Lennés Zeichnung, mit seinem Eingang von der Seite des Schlossgartens, in etwa der Länge der Kaskade vom Fuß bis zum Ostorfer Berg.

## Jugendtempel

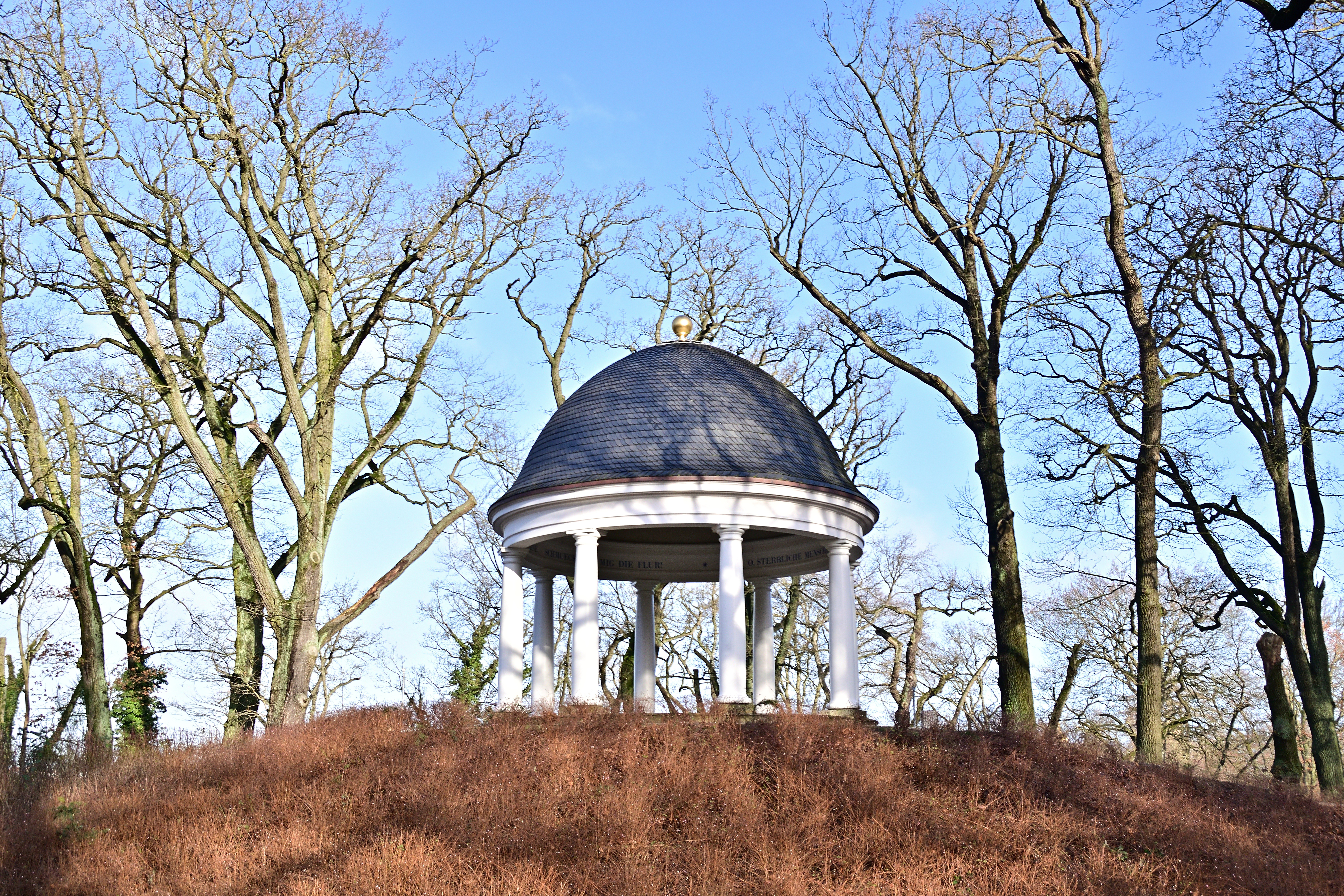
Jugendtempel im Schweriner Schlossgarten

Auf der Anhöhe nahe dem Hippodrom ist im Jahr 1822 ein klassizistischer Rundtempel aus Holz errichtet worden. Den Plan dafür entwarf der Hofbaumeister Johann Georg Barca. Der erste Tempel wurde 1836 durch einen Sturm zerstört. Sein Nachfolger wurde an gleicher Stelle bereits im Jahr 1837, kurz vor Verlegung der großherzoglichen Residenz von Ludwigslust nach Schwerin, gebaut. Ein dritter Tempel, vermutlich in den 70er Jahren des 19. Jahrhunderts erbaut und später als „Jugendtempel“ benannt, wurde 1964 wegen Baufälligkeit abgerissen.
Der Tempel, in historischen Unterlagen als „Glanz und Zierde“ des Gartens beschrieben, hatte für die Parklandschaft zu jeder Zeit eine besondere architektonische und gartenkünstlerische Bedeutung. Als Ruhe- und Aussichtspunkt war er für die großherzogliche Familie und die Bürger Schwerins ein beliebtes Ausflugsziel. Im Rahmen der Vorbereitungen auf die Bundesgartenschau im Jahr 2009 bestand die Absicht, einen neuen, modernen Jugendtempel auf seinem historisch angestammten Hügel am Schleifmühlenweg zu errichten. Der Plan konnte zunächst jedoch nicht umgesetzt werden. Der neue Jugendtempel wurde dann aber 2014 mit Unterstützung des Schlossvereins in seiner ursprünglichen Form, nach einer Originalzeichnung aus dem Jahr 1821, wieder errichtet.